# Мирхолдиршоев, Шухрат
Шухрат Мирхолдиршоев (узб. Shuhrat Mirxoldirshoyev; 5 марта 1982) — узбекистанский футболист.

## Биография
Карьеру начал в 2000 году в клубе Навбахор. В различных годах выступал за клубы Машъал, Насаф, Андижан.
Является членом клуба бомбардиров имени Геннадия Красницкого.
За сборную Узбекистана сыграл 3 игры.

## Достижения
- Серебряный призёр чемпионата Узбекистана: 2011
- Лучший бомбардир чемпионата Узбекистана: 2003, 2004